# Anne Klesse
Anne Klesse (* 23. März 1977 in Hamburg) ist eine deutsche Journalistin.

## Leben
Anne Klesse studierte an der Leuphana Universität Lüneburg Wirtschafts- und Sozialwissenschaften und ist Diplom-Ökonomin. In ihrer Diplomarbeit beschäftigte sie sich mit Realität und Wirklichkeitskonstruktion in der Kriegsberichterstattung.
Als Journalistin schrieb sie unter anderem für Manager Magazin Online, Handelsblatt-Magazin Karriere und Hamburger Abendblatt, bevor sie 2006/2007 an der Axel Springer Akademie / Journalistenschule Axel Springer volontierte. Von 2007 bis 2015 war sie Redakteurin der Axel Springer Zeitungsgruppe Berlin (Die Welt, Welt am Sonntag, Die Welt Kompakt, Berliner Morgenpost). Als freie Journalistin schreibt sie unter anderem für das Korrespondentinnen-Netzwerk Deine Korrespondentin, Der Tagesspiegel, Welt am Sonntag, Die Zeit und Eltern family.

## Auszeichnungen
Für ihre journalistische Arbeit wurde Klesse mit mehreren Journalistenpreisen ausgezeichnet. Noch während des Volontariats erhielt sie mit ihren Kolleginnen Diana Zinkler und Miriam Opresnik für die Artikelserie über Ehrenamtliche, „Die Hamburg stark machen“ im Hamburger Abendblatt 2006 den Serienpreis der Robert-Bosch-Stiftung und 2007 den Nachwuchspreis für Volontäre des Rhein-Kreises Neuss. 2008 wurde ihr Porträt über die Chaos-Computer-Club-Hackerin Constanze Kurz mit dem Journalistenpreis Informatik des Saarlandes prämiert, außerdem erhielt sie den Antonius-Funke-Preis des Katholischen Pressebundes. Es folgten Nominierungen für den „Internationalen Journalistenpreis 1989-2009: Europa im Dialog“ sowie den Reporterpreis des Reporterforums. 2011 erhielt Anne Klesse mit Jens Anker, Joachim Fahrun, Michael Behrendt, Uta Keseling und Daniel Müller (Berliner Morgenpost) den Ersten Preis des Wächterpreises der deutschen Tagespresse (Stiftung „Freiheit der Presse“). Die Autoren „thematisierten als erste die sexuellen Missbrauchsvorgänge am Canisius-Kolleg in Berlin und lösten damit eine Welle weiterer Enthüllungen bundesweit dazu aus“.

## Buchveröffentlichungen
- Menschen in Berlin. Begegnungen mit Berliner Persönlichkeiten. Berliner Morgenpost, 2010, ISBN 978-3-942481-02-1
- Du Wunder! Warum Mütter perfekt sind, wie sie sind[1] Bastei Lübbe, ISBN 978-3-431-07037-8